# Lynden
Pour les articles homonymes, voir Lynden (homonymie).
Lynden est une ville aux américaine du comté de Whatcom, dans l'État de Washington. Elle est située 24 km au nord de Bellingham et 8 km au sud de la frontière canadienne, le long du fleuve Nooksack. 
Elle a été établie en 1874 près du site d'un village nooksack nommé Squahalish ou Sqwehálich.

## Histoire

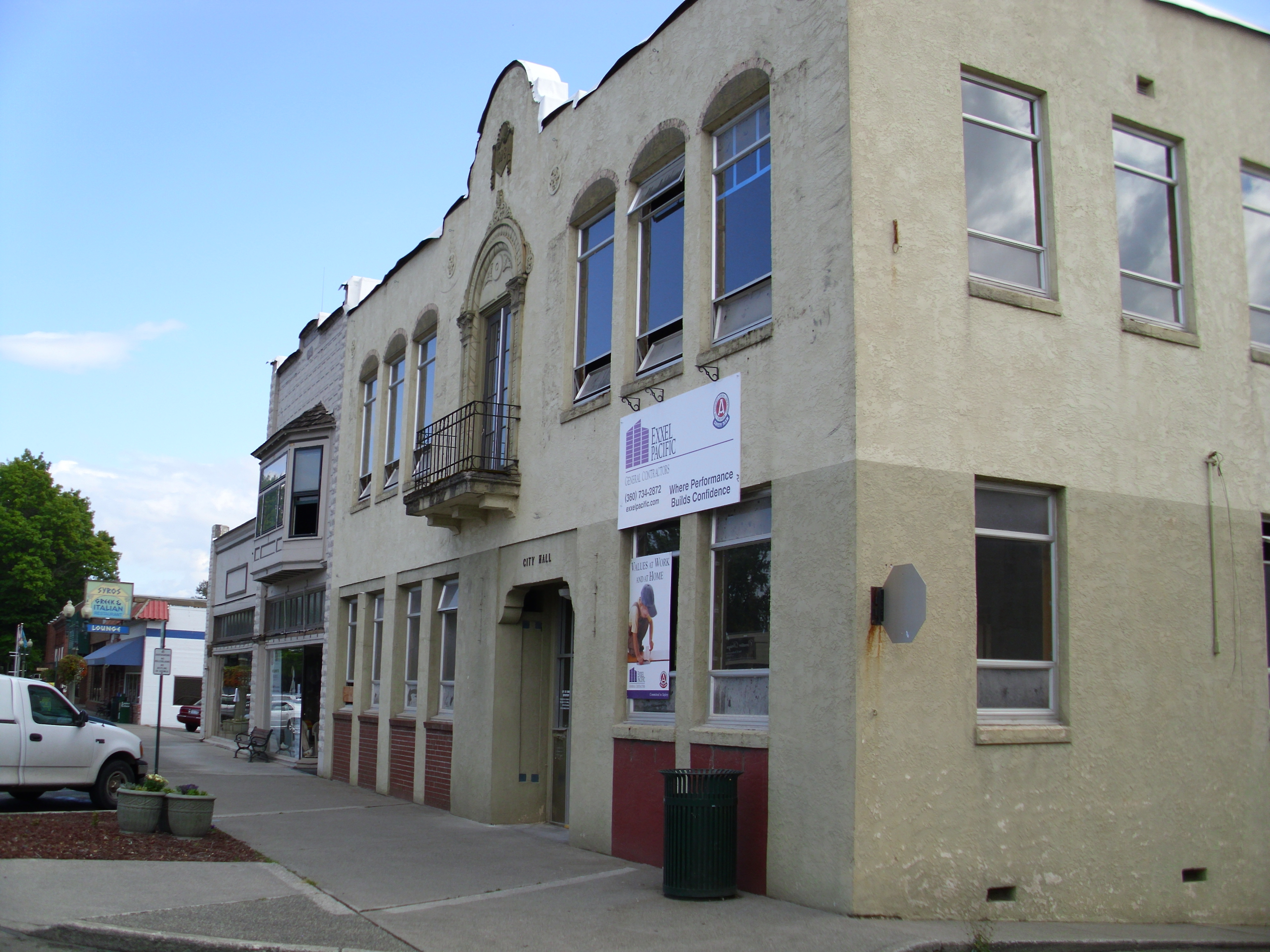
L'ancien hôtel de ville de Lynden.

## Économie
Lynden est le siège de Woods Coffee, une chaîne de cafés fondée en 2002.